# Heilig-Geist-Kirche (Windischeschenbach-Neuhaus)

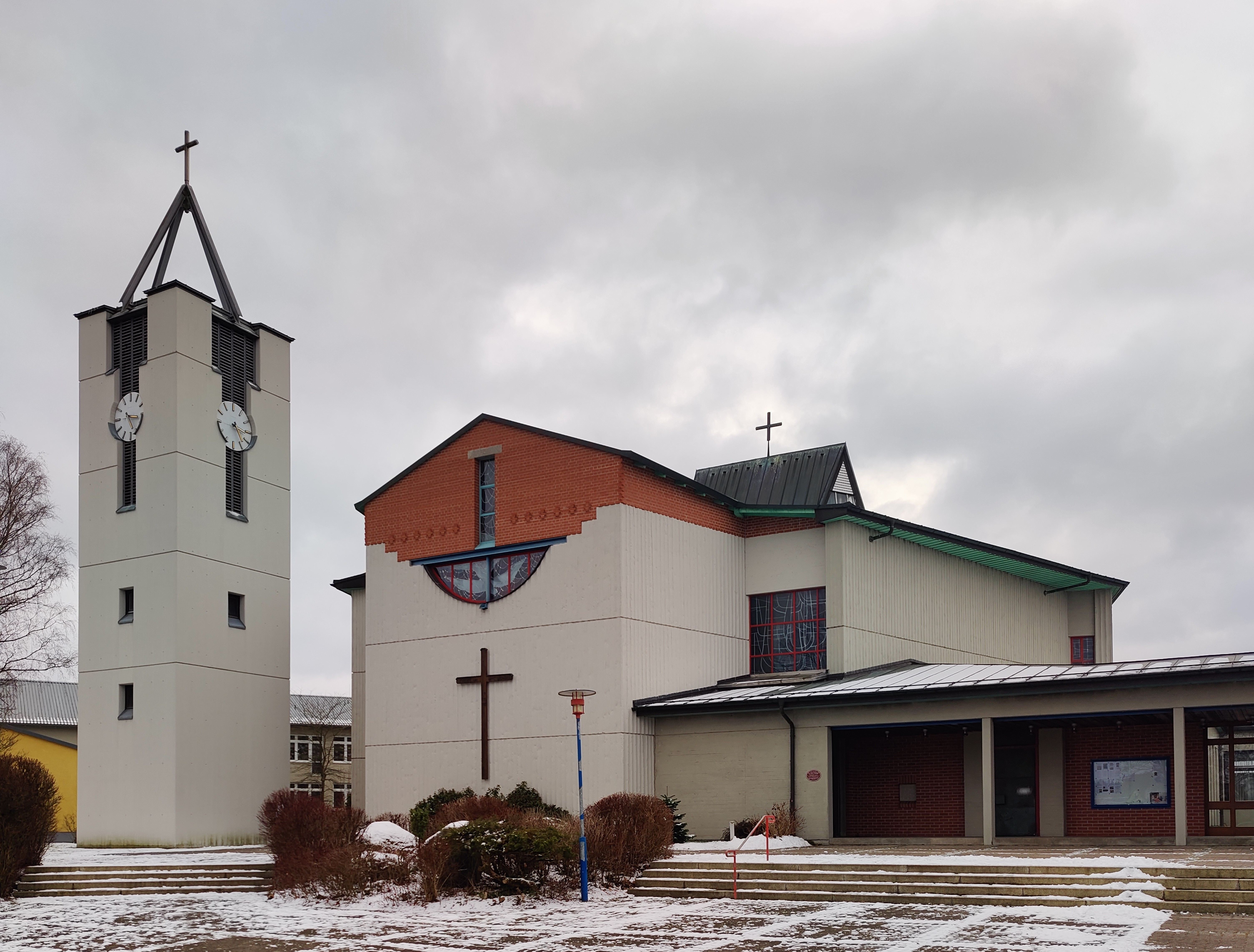
Heilig-Geist-Kirche Neuhaus

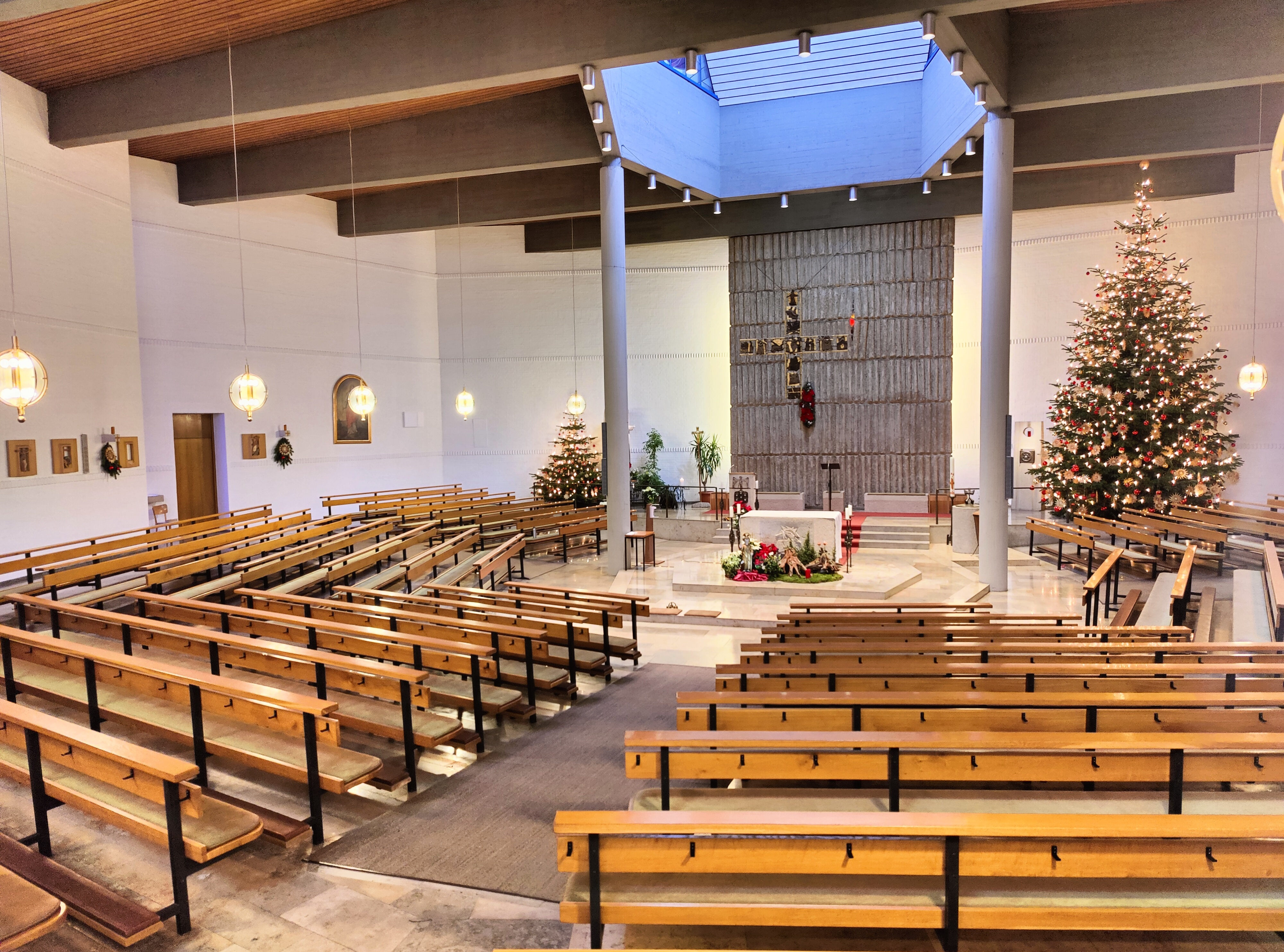
Innenraum (2023)

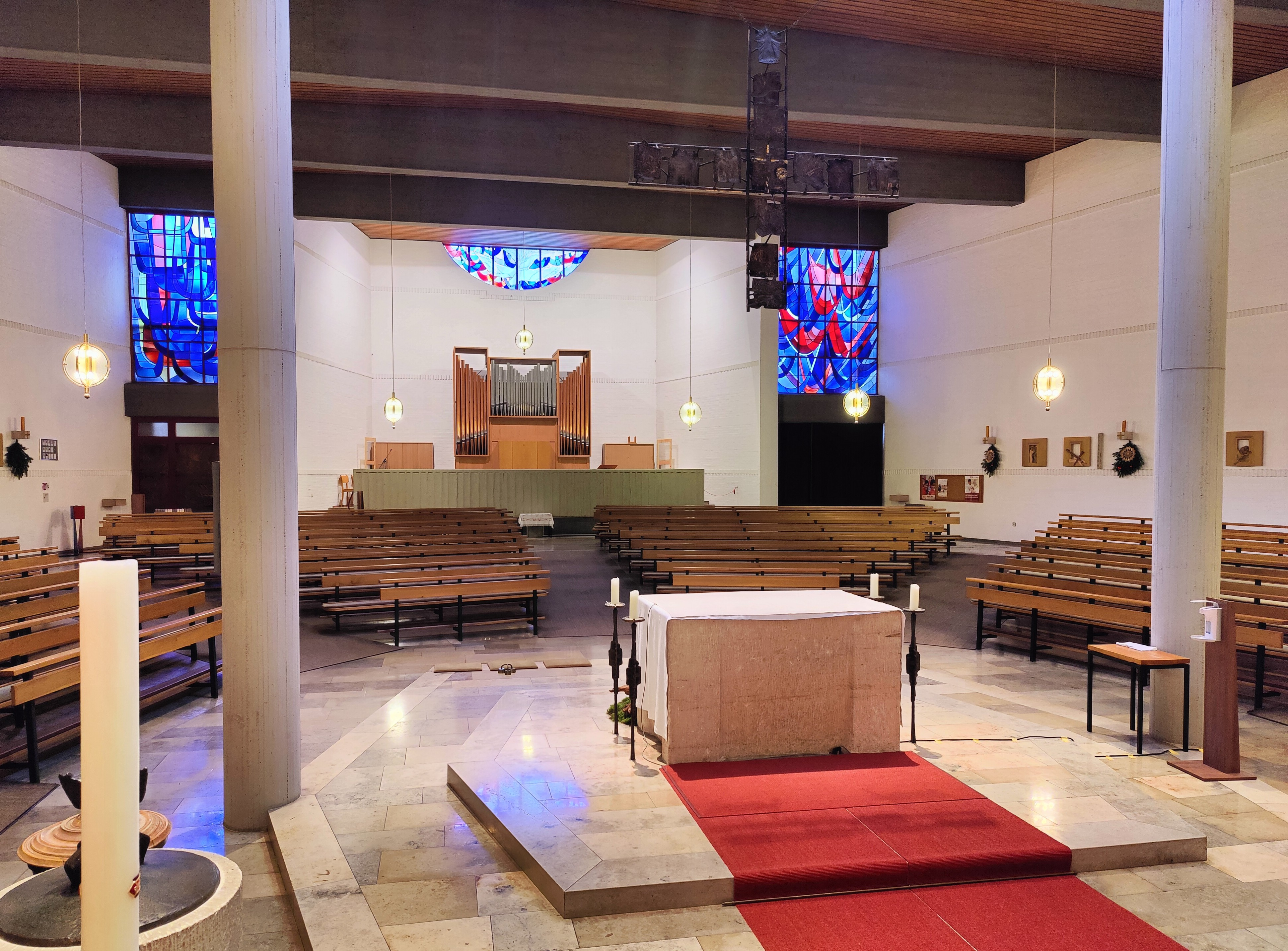
Blick zur Orgel

Die Heilig-Geist-Kirche in Neuhaus bei Windischeschenbach ist ein römisch-katholisches Kirchengebäude im Bistum Regensburg.

## Baugeschichte
Weil die alte Kirche St. Agatha im Ortskern von Neuhaus zu klein wurde, wurde 1967 der Neubau der Heilig-Geist-Kirche beschlossen. Der Grundstein wurde am 27. Juni 1970 gelegt. In einem Jahr Bauzeit wurde der Bau der Kirche nach den Plänen des Reg. Baumeisters Beckers aus Regensburg vollendet. Am 3. Juli 1971 weihte Weihbischof Karl Flügel die neue Kirche ein. Im Jahr 1988 wurde sie renoviert. 1999 wurde nach den Plänen des Architektenbüros Rembeck & Partner der Glockenturm errichtet, und 2012 wurde der Innenraum der Kirche umgestaltet.

## Bau und Ausstattung
Im achteckigen Zentralbau sind die Kirchenbänke um den Altar auf diesen ausgerichtet. Über dem Altar hängt ein Bronzekreuz mit 15 Kreuzwegstationen. Das bei der Kirchenrenovierung 1988 eingesetzte Heilig-Geist-Fenster befindet sich über der Orgelempore. 
An den Wänden des Innenraumes befindet sich ein aus Holz geschnitzter Kreuzweg. Das steinerne Taufbecken ist ein Werk des Künstlers Günter Mauermann. Es existiert neben dem Hauptkirchenraum eine kleine Werktagskirche, welche die Beichtstühle beinhaltet.

## Orgel
Die Orgel ist ein Werk von Guido Nenninger von 1972. Sie verfügt über 13 Register auf zwei Manualen und Pedal. Eine Überholung erfolgte 2000. Die Disposition lautet:
| I Hauptwerk          |       |
| Rohrflöte            | 8′    |
| Prinzipal            | 4′    |
| Nachthorn            | 2′    |
| Septsesquialtera III | 2 ⁄3′ |
| Mixtur IV            | 1 ⁄3′ |

| II Positiv  |       |
| Bleigedackt | 8′    |
| Holzflöte   | 4′    |
| Prinzipal   | 2′    |
| Quint       | 1 ⁄3′ |
| Zimbel II   | 1⁄2′  |

| Pedal      |          |
| Subbass    | 16′      |
| Violonbass | 8′       |
| Choralbass | 4′+1 ⁄3′ |

- Koppeln: II/I, I/P, II/P
- Bemerkungen: Schleiflade, mechanische Spiel- und Registertraktur

## Glocken
Weil die Kirche bis 1999 über keinen Turm verfügte, besaß sie bis zum Turmneubau ein Tonbandgeläut, welches aus einer Tonaufnahme des Geläutes des Würzburger Domes bestand.
Die heutigen Glocken wurden im Dezember 1998 von der Glockengießerei Rudolf Perner in Passau gegossen. Im Juni 1999 wurden sie von Generalvikar Wilhelm Gegenfurtner geweiht und in der Turm aufgezogen. Die Glocken hängen in einem Holzglockenstuhl an Holzjochen.